# Władymirko
Władymirko (ur. 1104, zm. 1153) – książę dźwinogrodzki, książę halicki od 1141, syn Wołodara Rościsławowicza.
W 1124 został księciem na Dźwinogrodzie, w którym wzniósł murowaną cerkiew i budynek rezydencjonalny. W 1129 roku po śmierci brata Rościsława został księciem przemyskim.
Po księstwie przemyskim do księstwa dźwinogrodzkiego przyłączył księstwo trembowelskie, a następnie po śmierci swojego kuzyna Iwana Wasylowicza (1141) zajął księstwo halickie, co spowodowało, że Władymirko z połączonych ziem utworzył jedno księstwo, którego stolicą około 1144 roku ustanowił Halicz.
Władając rozległymi ziemiami zjednoczonego Księstwa halickiego, zamierzał zjednoczyć pod swoim berłem również ziemie ruskie położone na wschodzie, jednak doznał porażki z rąk księcia kijowskiego Wsiewołoda II Olegowicza. W 1144 rozgromił powstanie bojarów halickich, którzy na tron chcieli powołać jego krewnego Iwana Berładnika, któremu na krótko udało się zdobyć Halicz.
Występował jako sojusznik księcia Jerzego Dołgorukiego w jego walce z księciem Izjasławem i pomógł mu zdobyć Kijów. Prowadził ciągłą walkę z Królestwem Węgier, opierając się na sojuszu z cesarzem bizantyjskim Manuelem Komnenem. W 1152 zawarł pokój z królem węgierskim Gejzą II.
Dwukrotnie walczył z księciem polskim Bolesławem Krzywoustym. W 1124 zorganizował udaną łupieżczą wyprawę na Biecz, co spowodowało odwetową wyprawę Bolesława Krzywoustego, zakończoną przegraną przez Władymirka bitwą pod Wilichowem. Do kolejnych walk z Polakami doszło w 1135, kiedy Władymirko najechał Małopolskę i zdobył Wiślicę.
Jego żoną była przypuszczalnie nieznana z imienia córka króla Węgier Kolomana Uczonego, którą poślubił około roku 1117. Miał z nią syna Jarosława zwanego Ośmiomysłem.